# Espiral d'Ulam
L'Espiral d'Ulam, o espiral de primers és un mètode simple de representar mitjançant un graf els nombres primers que mostra un patró. Fou descoberta pel matemàtic Stanisław Ulam el 1963, per serendipitat mentre dibuixava en un esborrany en una convenció científica. Ulam, que estava avorrit aquell dia, va dibuixar una graella de nombres, començant per l'1 al centre, i disposant-los en espiral a partir d'aquest.
Després va encerclar tots els nombres primers i va obtenir la següent patró:
Per la seva sorpresa, els nombres encerclats tendien a alinear-se sobre línies diagonals. La imatge posterior és una espiral 200 × 200, on els primers són marcats en negre. Les línies diagonals són clarament visibles, confirmant el patró.

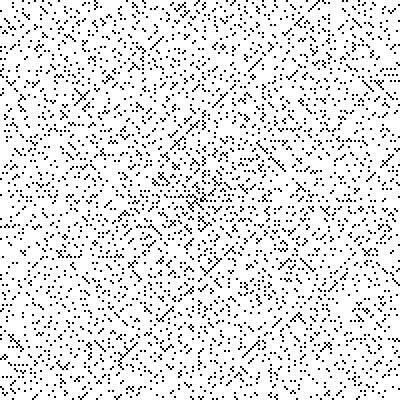
Espiral d'Ulam de mida 200 × 200

Tots els nombres primers, excepte el 2, són senars. Com que en l'espiral d'Ulam les diagonals adjacents són alternativament parells i senars, no és estranys que tots els nombres primers se situïn sobre diagonals alternades de l'espiral d'Ulam. El que és sorprenent és la tendència dels primers a situar-se més en algunes diagonals que en d'altres.
Els tests efectuats fins ara confirmen que hi ha diagonals fins i tot quan es dibuixen molts nombres. El patró sembla aparèixer també si el nombre al centre no és l'1 (i pot ser, de fet, molt major que 1). Això implica que hi ha molts nombres enters b i c tal que la funció:
{\displaystyle f(n)=4n^{2}+bn+c}
genera un nombre de primers a mesura que n creix que és gran en comparació amb la proporció de primers entre nombres de magnitud similar. Aquesta troballa va ser tan important que l'espiral d'Ulam va aparèixer a la portada del Scientific American el març de 1964.
A una distància suficient del centre, les línies horitzontals i verticals també són clarament visibles.
Altres variants de l'espiral d'Ulam, com l'espiral de Sacks, també produeixen intrigants patrons, que encara no s'expliquen.